# Rosebud, South Dakota
Rosebud är en ort i Todd County i delstaten South Dakota, USA.